# مسلا (دهانه)
مسلا یک دهانه برخوردی در ماه‌ است. این دهانه به اسم ماشاءالله یهودی نام‌گذاری شده که منجم خراسانی دربار عباسیان و از پایه‌گذاران شهر بغداد بود.

## دهانه‌های اقماری
این دهانه ۹ دهانه اقماری دارد.
| Messala | عرض جغرافیایی | طول جغرافیایی | قطر          |
| ------- | ------------- | ------------- | ------------ |
| A       | ۳۶.۶° N       | ۵۳.۸° E       | ۲۶.۰ کیلومتر |
| C       | ۴۰.۹° N       | ۶۵.۸° E       | ۱۲.۰ کیلومتر |
| B       | ۳۷.۴° N       | ۵۹.۹° E       | ۱۸.۰ کیلومتر |
| E       | ۴۰.۰° N       | ۶۴.۹° E       | ۴۰.۰ کیلومتر |
| D       | ۴۰.۵° N       | ۶۷.۸° E       | ۲۸.۰ کیلومتر |
| G       | ۳۹.۱° N       | ۶۸.۶° E       | ۲۹.۰ کیلومتر |
| F       | ۳۸.۹° N       | ۶۴.۴° E       | ۳۲.۰ کیلومتر |
| K       | ۴۱.۱° N       | ۵۸.۵° E       | ۱۳.۰ کیلومتر |
| J       | ۴۱.۱° N       | ۶۱.۲° E       | ۱۵.۰ کیلومتر |